# Nephelea concinna
Nephelea concinna là một loài thực vật có mạch trong họ Cyatheaceae. Loài này được (Baker ex Jenman) R.M. Tryon mô tả khoa học đầu tiên năm 1970.